# Neolasioptera exeupatorii
Neolasioptera exeupatorii är en tvåvingeart som beskrevs av Gagne 1994. Neolasioptera exeupatorii ingår i släktet Neolasioptera och familjen gallmyggor.
Artens utbredningsområde är Kuba. Inga underarter finns listade i Catalogue of Life.